# San Pedro (Laguna)
San Pedro is een stad in de Filipijnse provincie Laguna op het eiland Luzon. Bij de laatste census in 2010 telde de stad ruim 294 duizend inwoners.

## Geschiedenis
San Pedro werd eind 2013 een stad. De wetgeving die dit regelde was Republic Act No. 10420. Deze wet werd op 28 januari 2013 door het Senaat van de Filipijnen] goedgekeurd. Op 30 januari 2013 volgde het Filipijns Huis van Afgevaardigden, waarna de wet hij op 27 maart 2013 werd ondertekend door president Benigno Aquino III. Later dat jaar werd de omvorming op 28 december 2013 middels een volksraadpleging ook door een meerderheid van de inwoners bekrachtigd.

## Geografie

### Bestuurlijke indeling
San Pedro is onderverdeeld in de volgende 20 barangays:
| - Bagong Silang - Calendola - Cuyab - Estrella - G.S.I.S. - Landayan - Langgam - Laram - Magsaysay - Narra | - Nueva - Poblacion - Riverside - Sampaguita Village - San Antonio - San Roque - San Vicente - Santo Niño - United Bayanihan - United Better Living |

## Demografie
San Pedro had bij de census van 2010 een inwoneraantal van 294.310 mensen. Dit waren 12.502 mensen (4,4%) meer dan bij de vorige census van 2007. Ten opzichte van de census van 2000 was het aantal inwoners gegroeid met 62.907 mensen (27,2%). De gemiddelde jaarlijkse groei in die periode kwam daarmee uit op 2,43%, hetgeen hoger was dan het landelijk jaarlijks gemiddelde over deze periode (1,90%).

De bevolkingsdichtheid van San Pedro was ten tijde van de laatste census, met 294.310 inwoners op 24,05 km², 12237,4 mensen per km².

## Geboren in San Pedro
- Charice Pempengco (10 mei 1992), zangeres.